# Hippopsicon clarkei
Hippopsicon clarkei là một loài bọ cánh cứng trong họ Cerambycidae.